# Mistrzostwa Stanów Zjednoczonych w Łyżwiarstwie Figurowym 2021
Mistrzostwa Stanów Zjednoczonych w łyżwiarstwie figurowym 2021 (oryg. ang. 2021 TOYOTA U.S. Figure Skating Championships) – zawody mające na celu wyłonienie najlepszych łyżwiarzy figurowych w Stanach Zjednoczonych w kategoriach: Senior, Junior.. Mistrzostwa rozgrywano od 11 do 21 stycznia 2021 w Orleans Arena w Las Vegas.
Zawody przeprowadzono w reżimie sanitarnym ze względu na pandemię COVID-19. Wielu zawodników było zmuszonych do wycofania się np. ze względu na kontakt z osobami zarażonymi m.in. para taneczna Christina Carreira i Anthony Ponomarenko.

## Wyniki

### Kategoria seniorów

#### Soliści (S)
| Poz. | Zawodnik          | Klub                       | Nota łączna | SP | SP     | FS | FS     |
| ---- | ----------------- | -------------------------- | ----------- | -- | ------ | -- | ------ |
| 1    | Nathan Chen       | Salt Lake Figure Skating   | 322,28      | 1  | 113,92 | 1  | 208,36 |
| 2    | Vincent Zhou      | SC of San Francisco        | 291,38      | 2  | 107,79 | 2  | 183,59 |
| 3    | Jason Brown       | Skokie Valley SC           | 276,92      | 3  | 100,92 | 4  | 176,00 |
| 4    | Jarosław Paniot   | All Year FSC               | 266,97      | 4  | 83,74  | 3  | 183,23 |
| 5    | Maxim Naumov      | SC of Boston               | 244,20      | 5  | 83,53  | 5  | 160,67 |
| 6    | Jimmy Ma          | SC of Boston               | 230,78      | 6  | 82,30  | 8  | 148,48 |
| 7    | Tomoki Hiwatashi  | DuPage FSC                 | 230,14      | 9  | 75,51  | 6  | 154,63 |
| 8    | Camden Pulkinen   | Broadmoor SC               | 220,10      | 8  | 80,08  | 9  | 140,02 |
| 9    | Eric Sjoberg      | Los Angeles FSC            | 213,39      | 11 | 74,01  | 10 | 139,38 |
| 10   | Dinh Tran         | SC of San Francisco        | 210,79      | 10 | 74,03  | 11 | 136,76 |
| 11   | Alexei Krasnozhon | SC of Boston               | 206,76      | 16 | 54,53  | 7  | 152,23 |
| 12   | Joseph Kang       | University of Delaware FSC | 203,45      | 7  | 79,30  | 14 | 124,15 |
| 13   | Joonsoo Kim       | Los Angeles FSC            | 197,12      | 13 | 69,04  | 12 | 128,08 |
| 14   | Ryan Dunk         | Baltimore FSC              | 192,66      | 14 | 65,60  | 13 | 127,06 |
| 15   | Jordan Moeller    | Northern Ice SC            | 191,33      | 12 | 71,09  | 15 | 120,24 |
| 16   | Peter Liu         | SC of Wilmington           | 171,18      | 15 | 56,92  | 16 | 114,26 |
| 17   | Mitchell Friess   | St. Paul FSC               | 163,07      | 17 | 48,88  | 17 | 114,19 |

#### Solistki (S)
| Poz. | Zawodniczka       | Klub                                 | Nota łączna | SP | SP    | FS | FS     |
| ---- | ----------------- | ------------------------------------ | ----------- | -- | ----- | -- | ------ |
| 1    | Bradie Tennell    | Skokie Valley SC                     | 232,61      | 1  | 79,40 | 1  | 153,21 |
| 2    | Amber Glenn       | Dallas FSC                           | 215,33      | 5  | 70,83 | 2  | 144,50 |
| 3    | Karen Chen        | Peninsula SC                         | 214,98      | 4  | 70,99 | 3  | 143,99 |
| 4    | Alysa Liu         | St. Moritz ISC                       | 213,39      | 2  | 76,36 | 4  | 137,03 |
| 5    | Mariah Bell       | Rocky Mountain FSC                   | 199,95      | 3  | 72,37 | 5  | 127,58 |
| 6    | Lindsay Thorngren | Ice House of New Jersey FSC          | 178,89      | 6  | 62,54 | 7  | 116,35 |
| 7    | Audrey Shin       | SC of New York                       | 176,82      | 10 | 57,74 | 6  | 119,08 |
| 8    | Gabriella Izzo    | Academy at Mitchell Johansson Method | 171,76      | 7  | 62,32 | 9  | 109,44 |
| 9    | Rena Ikenishi     | SC of New York                       | 169,89      | 8  | 60,14 | 8  | 109,75 |
| 10   | Pooja Kalyan      | Ozark FSC                            | 157,46      | 9  | 58,29 | 12 | 99,17  |
| 11   | Finley Hawk       | ISC of Indianapolis                  | 152,84      | 14 | 52,08 | 11 | 100,76 |
| 12   | Starr Andrews     | Los Angeles FSC                      | 152,13      | 17 | 45,93 | 10 | 106,20 |
| 13   | Gracie Gold       | IceWorks SC                          | 149,05      | 12 | 53,88 | 13 | 95,17  |
| 14   | Emilia Murdock    | SC of San Francisco                  | 138,80      | 15 | 51,25 | 14 | 87,55  |
| 15   | Violeta Ushakova  | SC of New York                       | 136,26      | 16 | 49,76 | 15 | 86,50  |
| 16   | Heidi Munger      | Academy at Mitchell Johansson Method | 136,05      | 13 | 52,11 | 16 | 83,94  |
| 17   | Hanna Harrell     | SC of Boston                         | 130,72      | 11 | 56,93 | 17 | 73,79  |

#### Pary sportowe (S)
| Poz. | Zawodnicy                           | Klub                                    | Nota łączna | SP | SP    | FS | FS     |
| ---- | ----------------------------------- | --------------------------------------- | ----------- | -- | ----- | -- | ------ |
| 1    | Alexa Knierim / Brandon Frazier     | DuPage FSC / All Year FSC               | 228,10      | 1  | 77,46 | 1  | 150,64 |
| 2    | Jessica Calalang / Brian Johnson    | DuPage FSC / Detroit SC                 | 205,29      | 2  | 71,30 | 3  | 133,99 |
| 3    | Ashley Cain-Gribble / Timothy LeDuc | SC of New York / Los Angeles FSC        | 200,52      | 4  | 65,81 | 2  | 134,71 |
| 4    | Audrey Lu / Misha Mitrofanov        | SC of Boston / SC of Boston             | 197,97      | 3  | 69,56 | 4  | 128,41 |
| 5    | Emily Chan / Spencer Howe           | SC of Boston / SC of Boston             | 177,06      | 5  | 60,41 | 5  | 116,65 |
| 6    | Olivia Serafini / Mervin Tran       | SC of New York / SC of New York         | 169,88      | 6  | 59,23 | 6  | 110,65 |
| 7    | Katie McBeath / Nathan Bartholomay  | Winterhurst FSC / Southwest Florida FSC | 163,73      | 7  | 58,23 | 7  | 105,50 |
| 8    | Laiken Lockley / Keenan Prochnow    | DuPage FSC / DuPage FSC                 | 145,24      | 9  | 45,34 | 8  | 99,90  |
| 9    | Evelyn Grace Hanns / Jim Garbutt    | Broadmoor SC / Champions Edge SC        | 140,93      | 8  | 47,98 | 9  | 92,95  |

#### Pary taneczne (S)
| Poz. | Zawodnicy                            | Klub                                              | Nota łączna | RD | RD    | FD | FD     |
| ---- | ------------------------------------ | ------------------------------------------------- | ----------- | -- | ----- | -- | ------ |
| 1    | Madison Hubbell / Zachary Donohue    | Lansing SC / Lansing SC                           | 224,56      | 2  | 89,66 | 1  | 134,90 |
| 2    | Madison Chock / Evan Bates           | All Year FSC / Ann Arbor FSC                      | 222,93      | 1  | 90,10 | 2  | 132,83 |
| 3    | Kaitlin Hawayek / Jean-Luc Baker     | Detroit SC / Seattle SC                           | 212,55      | 3  | 85,28 | 3  | 127,27 |
| 4    | Caroline Green / Michael Parsons     | Pavilion SC of Cleveland Heights / Washington FSC | 192,39      | 4  | 80,10 | 4  | 112,29 |
| 5    | Molly Cesanek / Jehor Jehorow        | ION FSC / Peninsula FSC                           | 177,40      | 5  | 71,11 | 5  | 106,29 |
| 6    | Lorraine McNamara / Anton Spiridonov | Peninsula SC / ION FSC                            | 162,86      | 6  | 65,87 | 6  | 96,99  |
| 7    | Eva Pate / Logan Bye                 | Strongsville SC / SC of New York                  | 154,93      | 7  | 64,37 | 7  | 90,56  |
| 8    | Livvy Shilling / Alexander Petrov    | Columbus FSC / Hershey FSC                        | 131,10      | 8  | 53,81 | 8  | 77,29  |
| 9    | Hilary Asher / Ryan O’Donnell        | Skokie Valley SC / SC of Houston                  | 122,68      | 9  | 51,38 | 9  | 71,30  |
| 10   | Breelie Taylor / Tyler Vollmer       | Atlanta FSC / Los Angeles FSC                     | 100,76      | 10 | 39,40 | 10 | 61,36  |
| 11   | Cara Murphy / Joshua Levitt          | Arctic FSC / Pittsburgh FSC                       | 96,91       | 11 | 36,62 | 11 | 60,29  |

### Kategoria juniorów

#### Soliści (J)
| Poz. | Zawodnik         | Klub             | Nota łączna | SP | SP    | FS | FS     |
| ---- | ---------------- | ---------------- | ----------- | -- | ----- | -- | ------ |
| 1    | Eric Prober      | Panthers FSC     | 192,83      | 3  | 65,04 | 1  | 127,79 |
| 2    | Joseph Klein     | Skokie Valley SC | 187,30      | 4  | 63,60 | 2  | 123,70 |
| 3    | Samuel Mindra    | Portland ISC     | 181,49      | 8  | 60,37 | 3  | 121,12 |
| 4    | Jacob Sanchez    | Hudson Valley SC | 177,55      | 1  | 66,91 | 6  | 110,64 |
| 5    | Daniel Martynov  | Great Lakes FSC  | 176,45      | 6  | 62,06 | 5  | 114,39 |
| 6    | Lucas Broussard  | Highland SC      | 175,49      | 12 | 55,06 | 4  | 120,43 |
| 7    | Matthew Nielsen  | Winterhurst FSC  | 172,30      | 5  | 62,31 | 7  | 109,99 |
| 8    | Michael Xie      | All Year FSC     | 163,84      | 11 | 57,89 | 8  | 105,95 |
| 9    | Liam Kapeikis    | Wenatchee FSC    | 162,89      | 9  | 58,37 | 9  | 104,52 |
| 10   | Robert Yampolsky | North Jersey FSC | 160,85      | 7  | 61,60 | 10 | 99,25  |
| 11   | Nicholas Hsieh   | SC of Wilmington | 152,99      | 10 | 57,93 | 11 | 95,06  |
| 12   | Maxim Zharkov    | Dallas FSC       | 141,27      | 2  | 65,51 | 12 | 75,76  |

#### Solistki (J)
| Poz. | Zawodniczka    | Klub                      | Nota łączna | SP | SP    | FS | FS     |
| ---- | -------------- | ------------------------- | ----------- | -- | ----- | -- | ------ |
| 1    | Isabeau Levito | SC of Southern New Jersey | 187,48      | 1  | 65,66 | 2  | 121,82 |
| 2    | Kanon Smith    | All Year FSC              | 185,88      | 2  | 62,52 | 1  | 123,36 |
| 3    | Clare Seo      | Broadmoor SC              | 173,51      | 3  | 60,27 | 3  | 113,24 |
| 4    | Ava Ziegler    | SC of New York            | 160,77      | 8  | 53,73 | 4  | 107,04 |
| 5    | Elsa Cheng     | Skokie Valley SC          | 158,85      | 7  | 53,75 | 5  | 105,10 |
| 6    | Kate Wang      | SC of San Francisco       | 158,01      | 4  | 58,28 | 6  | 99,73  |
| 7    | Adele Zheng    | DuPage FSC                | 149,89      | 6  | 55,83 | 10 | 94,06  |
| 8    | Mia Kalin      | St, Moritz ISC            | 149,65      | 10 | 51,92 | 8  | 97,73  |
| 9    | Jessica Lin    | Dallas FSC                | 147,57      | 11 | 51,55 | 9  | 96,02  |
| 10   | Abigail Ross   | Wasatch FSC               | 143,89      | 9  | 53,35 | 11 | 90,54  |
| 11   | Tamnhi Huynh   | Dallas FSC                | 140,17      | 5  | 57,94 | 12 | 82,23  |
| 12   | Maryn Pierce   | Broadmoor SC              | 138,92      | 12 | 41,05 | 7  | 97,87  |

#### Pary sportowe (J)
| Poz. | Zawodnicy                                | Klub                                | Nota łączna | SP | SP    | FS | FS     |
| ---- | ---------------------------------------- | ----------------------------------- | ----------- | -- | ----- | -- | ------ |
| 1    | Anastasija Smirnowa / Danyło Sijanycia   | Yarmouth Ice Club / All Year FSC    | 169,85      | 1  | 59,07 | 1  | 110,78 |
| 2    | Isabelle Martins / Ryan Bedard           | Chicago FSC / Northern Ice SC       | 148,02      | 2  | 52,14 | 2  | 95,88  |
| 3    | Valentina Plazas / Maximiliano Fernandez | Panthers FSC / Arctic FSC           | 137,29      | 4  | 47,07 | 3  | 90,22  |
| 4    | Catherine Rivers / Timmy Chapman         | Knoxville FSC / Central Florida FSC | 134,01      | 5  | 45,97 | 4  | 88,04  |
| 5    | Sydney Cooke / Keyton Bearinger          | Elite Edge SC / Detroit SC          | 131,39      | 3  | 48,61 | 5  | 82,78  |
| 6    | Aleksandra Prudsky / Daniel Tioumentsev  | SC of Houston / Dallas FSC          | 119,38      | 6  | 43,31 | 6  | 76,07  |
| 7    | Haley Conrad / Kristofer Ogren           | Dallas FSC / Kansas City FSC        | 97,32       | 8  | 34,54 | 7  | 62,78  |
| 8    | Juliette Reed / Jordan Gillette          | Skokie Valley SC / Skokie Valley SC | 94,74       | 7  | 35,17 | 8  | 59,57  |

#### Pary taneczne (J)
| Poz. | Zawodnicy                             | Klub                                  | Nota łączna | RD | RD    | FD | FD    |
| ---- | ------------------------------------- | ------------------------------------- | ----------- | -- | ----- | -- | ----- |
| 1    | Katarina Wolfkostin / Jeffrey Chen    | Peninsula SC / Peninsula SC           | 167,22      | 1  | 68,81 | 1  | 98,41 |
| 2    | Oona Brown / Gage Brown               | SC of New York / SC of New York       | 162,91      | 2  | 66,20 | 2  | 96,71 |
| 3    | Katarina DelCamp / Ian Somerville     | Dallas FSC / Washington FSC           | 147,30      | 3  | 60,26 | 3  | 87,04 |
| 4    | Isabella Flores / Dimitry Tsarevski   | Broadmoor SC / All Year FSC           | 146,40      | 4  | 59,98 | 4  | 86,42 |
| 5    | Angela Ling / Caleb Wein              | Peninsula SC / Washington FSC         | 140,47      | 5  | 56,27 | 5  | 84,20 |
| 6    | Leah Neset / Artem Markelov           | Magic City FSC / Magic City FSC       | 128,02      | 6  | 50,76 | 6  | 77,26 |
| 7    | Elizabeth Tkachenko / Alexei Kiliakov | Washington FSC / Washington FSC       | 124,55      | 7  | 48,33 | 7  | 76,22 |
| 8    | Elliana Peal / Ethan Peal             | Scott Hamilton SC / Scott Hamilton SC | 109,73      | 9  | 43,71 | 8  | 66,02 |
| 9    | Vanessa Pham / Jonathan Rogers        | SC of Houston / Texas Gulf Coast FSC  | 109,66      | 8  | 44,58 | 9  | 65,08 |
| 10   | Gracie Vainik / Daniel Brykalov       | SC of Novi / All Year FSC             | 104,07      | 10 | 40,99 | 10 | 63,08 |